# Dirección General de Servicios e Inspección
La Dirección General de Servicios e Inspección (DGSI) de España es el órgano directivo del Ministerio de Agricultura, Pesca y Alimentación, adscrito a la Subsecretaría, que se encarga de la gestión de lo servicios económico-presupuestarios y de personal del Departamento, así como del ámbito digital y de la inspección de los servicios.

## Historia

### Primera etapa
Los orígenes de la DGSI del Ministerio de Agricultura se remontan a la reforma de 1981. Este año, encuadrado en la Subsecretaría, se creó el órgano, que asumió competencias sobre gestión en materia de régimen interior, personal y retribuciones; ejecución presupuestaria; recursos contra actos y decisiones del Departamento; coordinación de servicios periféricos; tramitación y publicación de las disposiciones del Departamento e inspección de los servicios. En 1983 las funciones inspectoras pasaron a depender directamente del subsecretario. Existió sin interrupciones hasta 1996.

### Segunda etapa
Años después, en 2008, se recuperó el órgano directivo. La reforma ministerial de ese año dio lugar multitud de direcciones generales que asumían esta denominación, integrándose una de ellas en el Ministerio de Medio Ambiente, y Medio Rural y Marino, departamento que por aquel entonces asumía las competencias en materia de lucha contra el cambio climático, protección del patrimonio natural, de la biodiversidad y del mar, agua, desarrollo rural, recursos agrícolas, ganaderos y pesqueros, y alimentación.
Aquella dirección se componía de cinco subdirecciones generales: la Oficina Presupuestaria, la Subdirección General de Régimen Interior y Patrimonio, la Subdirección General de Administración Financiera y Contratación, la Subdirección General de Recursos Humanos y la Subdirección General de Sistemas Informáticos y Comunicaciones. En 2012 la dirección general se estructuró en cuatro subdirecciones, perdiendo las de Régimen Interior y Patrimonio y de Administración Financiera y Contratación, y asumiendo sus funciones la nueva Oficialía Mayor.
En 2020, asumió de nuevo las funciones inspectoras que correspondían a la Subsecretaría, siendo renombrada como Dirección General de Servicios e Inspección.

## Estructura y funciones
De la DGS se organiza actualmente en cinco órganos, todos ellos con rango de subdirección general y a través de los cuales desarrolla el resto de sus competencias:
- La Oficina Presupuestaria, que asume las funciones de preparación del anteproyecto del presupuesto, la coordinación de los proyectos de presupuestos de los organismos autónomos, la tramitación de las modificaciones presupuestarias y la evaluación de los distintos programas de gastos, así como la propuesta, coordinación y seguimiento de las transferencias de los fondos de la Unión Europea en relación con los sectores agrario y pesquero.
- La Oficialía Mayor, a la que se le encomienda la conservación, mantenimiento y ejecución de las obras públicas de los inmuebles adscritos al Departamento; la gestión patrimonial e inventario de los bienes inmuebles adscritos al Departamento; la dirección y organización de los registros administrativos, de la unidad de actos públicos oficiales, de los servicios de vigilancia y seguridad, y de los servicios de régimen interior del Departamento; la contratación administrativa y la Presidencia de la Junta de Contratación del Ministerio; la gestión económica y financiera; así como la coordinación y control de la actuación de las cajas pagadoras del Departamento a través de la Unidad Central de Cajas, así como la tramitación de los pagos que se realicen mediante los procedimientos especiales de pago a justificar y anticipo de caja fija desde las cajas pagadoras adscritas a la Oficialía Mayor.
- La Subdirección General de Recursos Humanos, a la que le corresponde la dirección y la gestión de los recursos humanos del Departamento, así como la relación con las centrales sindicales y demás órganos de representación del personal; la planificación y ejecución de la política retributiva, así como el control y evaluación del gasto de personal del Departamento; y el ejercicio de las competencias del Departamento en materia de acción social y formación, y la gestión de los programas de prevención de riesgos laborales en el trabajo.
- La Subdirección General de Tecnologías de la Información y de las Comunicaciones, a la que le corresponde la coordinación de la política informática del Ministerio en materia de adquisición de equipos informáticos, diseño, desarrollo e implantación de sistemas de información, portal web y sede electrónica; el apoyo a los proyectos de desarrollo de nuevas aplicaciones sectoriales para las unidades centrales del Departamento; el establecimiento de la infraestructura de tecnologías de la información y comunicaciones (TIC) corporativa, incluidos los Sistemas de Información Geográfica en la Infraestructura de Datos Espaciales corporativa; el impulso, promoción y seguimiento de la administración electrónica y de los proyectos y directrices definidos en la Estrategia de Tecnologías de la Información y Comunicaciones en coordinación con la Comisión Ministerial de Administración Digital, la colaboración con los organismos autónomos del Departamento en relación con el ejercicio de sus competencias propias de gestión de los servicios comunes, sin perjuicio de aquellas que puedan corresponder a centros directivos del Departamento.
- La Inspección de Servicios, a la que le corresponde la inspección, supervisión y análisis de los servicios, la elaboración de propuestas para la racionalización y simplificación de los procedimientos y métodos de trabajo y la mejora de la eficacia, eficiencia y calidad de los servicios; la evaluación del cumplimiento de planes y programas anuales y plurianuales en los términos previstos en la normativa y las funciones especificadas en el Real Decreto 799/2005, de 1 de julio, por el que se regulan las inspecciones generales de servicios de los departamentos ministeriales, así como la tramitación de los procedimientos disciplinarios del personal del Departamento y sus organismos autónomos. También le compete la coordinación de las actividades vinculadas con las evaluaciones de las políticas públicas de competencia del Departamento en apoyo del Instituto para la Evaluación de Políticas Públicas del Ministerio de Política Territorial y Función Pública, de acuerdo con el plan de evaluaciones de políticas públicas que apruebe el Consejo de Ministros.

## Directores generales
- Fernando Garro Carballo (1981-1982)[12]
- José Nicolás Pérez Velasco (1982-1986)[13]
- Felipe García Ortiz (1986-1991)[14]
- Francisco Javier Velázquez López (1991-1995)[15]
- José Manuel Sánchez San Miguel (1995-1996)[16]
- Soledad Sanz Salas (2008-2010)[17]
- Miguel Ángel González Suela (2010-2013)[18]
- Miguel Ordozgoiti de la Rica (2013-presente)[19]